# Fejér vármegyei 3. sz. országgyűlési egyéni választókerület
A Fejér vármegyei 3. számú országgyűlési egyéni választókerület egyike annak a 106 választókerületnek, amelyre a 2011. évi CCIII. törvény Magyarország területét felosztja, és amelyben a választópolgárok egy-egy országgyűlési képviselőt választhatnak. A választókerület nevének szabványos rövidítése: Fejér 03. OEVK. Székhelye: Bicske

## Területe
A választókerület az alábbi településeket foglalja magába:
1. Alcsútdoboz
2. Baracska
3. Beloiannisz
4. Besnyő
5. Bicske
6. Bodmér
7. Csabdi
8. Csákvár
9. Etyek
10. Felcsút
11. Gánt
12. Gárdony
13. Gyúró
14. Kajászó
15. Kápolnásnyék
16. Lovasberény
17. Mány
18. Martonvásár
19. Nadap
20. Óbarok
21. Pákozd
22. Pátka
23. Pázmánd
24. Ráckeresztúr
25. Sukoró
26. Szár
27. Tabajd
28. Tordas
29. Újbarok
30. Vál
31. Velence
32. Vereb
33. Vértesacsa
34. Vértesboglár
35. Zichyújfalu

## Országgyűlési képviselője
| Név            | Párt                                         | Párt        | Terminus | Megjegyzés                                   |
| -------------- | -------------------------------------------- | ----------- | -------- | -------------------------------------------- |
| Tessely Zoltán |                                              | Fidesz-KDNP | 2014 –   | A 2014-es országgyűlési választás eredménye: |
| Tessely Zoltán | A 2018-as országgyűlési választás eredménye: | Fidesz-KDNP | 2014 –   |                                              |
| Tessely Zoltán | A 2022-es országgyűlési választás eredménye: | Fidesz-KDNP | 2014 –   |                                              |

## Demográfiai profilja
| Iskolai végzettség                | Iskolai végzettség               | Iskolai végzettség | Iskolai végzettség | Iskolai végzettség |
| --------------------------------- | -------------------------------- | ------------------ | ------------------ | ------------------ |
|                                   |                                  |                    |                    | fő                 |
| Általános iskolát nem végezte el  | Általános iskolát nem végezte el |                    | 1571               | 1571               |
| Általános iskola                  | Általános iskola                 |                    | 15074              | 15074              |
| Szakmunkás                        | Szakmunkás                       |                    | 17917              | 17917              |
| Érettségi                         | Érettségi                        |                    | 26717              | 26717              |
| Diploma                           | Diploma                          |                    | 18532              | 18532              |
| A 2022. évi népszámlálás szerint. |                                  |                    |                    |                    |

A Fejér vármegyei 3. sz. választókerület lakónépessége 2022. október 1-jén 98 860 fő volt. A 2011-es és a 2022-es népszámlálás között 9336 fővel nőtt a választókerület lakosság száma. A választókerületben a korösszetétel alapján a legtöbben a középkorúak élnek 36 261 fővel, míg a legkevesebben az időskorúak 18 596 fővel. A választókerület lakosságának a 85,7%-nál van internet elérési lehetőség.
A legmagasabb befejezett iskolai végzettség szerint az érettségi végzettséggel rendelkezők élnek a legtöbben 26 717 fő, utánuk a következő nagy csoport a diplomások 18 532 fővel.
Gazdasági aktivitás szerint a lakosság közel fele foglalkoztatott 49 369 fő, második legjelentősebb csoport az inaktív keresők, akik főleg nyugdíjasok 20 968 fővel.
A választókerület legjelentősebb nemzetiségi csoportja a német 1628 fő, illetve a cigány 575 fő. Magyar állampolgársággal nem rendelkező külföldi állampolgárok aránya 1,1%.
Vallási összetétel szerint a választókerületben lakók legnagyobb vallása a római katolikus (21 469 fő), valamint jelentős közösség még a reformátusok (9815 fő). A vallási közösséghez nem tartozók száma szintén jelentős (12 343 fő), a választókerületben a második legnagyobb csoport a római katolikus vallás után.

## Országgyűlési választások

### 2018
A 2018-as országgyűlési választáson az alábbi jelöltek indultak:
- Fehér Norbert (Összefogás Párt)
- Győri Zoltán (MIÉP)
- Horváth Levente (Szem)
- Molnár Dániel (Momentum Mozgalom)
- Szatmári Ildikó (LMP)
- Szilágyi László (MSZP-Párbeszéd)
- Tessely Zoltán (Fidesz-KDNP)
- Varga László Béla (Jobbik)

| Párt                                | Párt                   | Jelölt                  | Szavazatok | %     |
| ----------------------------------- | ---------------------- | ----------------------- | ---------- | ----- |
|                                     | Fidesz-KDNP            | Tessely Zoltán Károly   | 22 571     | 50,43 |
|                                     | Összefogás             | Horváth András Tibor    | 9534       | 21,3  |
|                                     | Jobbik                 | Gáspár Kornél Dániel    | 8021       | 17,92 |
|                                     | LMP                    | Varga György            | 2677       | 5,98  |
|                                     | Munkáspárt             | Veres Péter             | 337        | 0,75  |
|                                     | Szociáldemokraták      | Dr. Bednár András Tibor | 88         | 0,19  |
|                                     | Egyéb pártok           |                         | 1513       | 3,39  |
| Megjelent                           | Megjelent              | Megjelent               | 45 465     | 63,49 |
| Választópolgárok száma              | Választópolgárok száma | Választópolgárok száma  | 71 613     | 100   |
| A Fidesz-KDNP nyeri meg a körzetet. |                        |                         |            |       |